# Rūd Āb-e Bālā
Rūd Āb-e Bālā (persiska: رود آب علیا, Rūd Āb-e ‘Olyā, رود آب بالا, رود آب وسطی) är en ort i Iran.   Den ligger i provinsen Kerman, i den sydöstra delen av landet, 1 000 km sydost om huvudstaden Teheran. Rūd Āb-e Bālā ligger 1 288 meter över havet och antalet invånare är 245.
Terrängen runt Rūd Āb-e Bālā är kuperad åt sydväst, men åt nordost är den bergig.Runt Rūd Āb-e Bālā är det glesbefolkat, med 17 invånare per kvadratkilometer. Närmaste större samhälle är Mardehek, 10,9 km sydväst om Rūd Āb-e Bālā. Trakten runt Rūd Āb-e Bālā är ofruktbar med lite eller ingen växtlighet.